# Frémeréville-sous-les-Côtes
Frémeréville-sous-les-Côtes ist eine französische Gemeinde mit 127 Einwohnern (Stand 1. Januar 2022) im Département Meuse in der Region Grand Est (bis 2015 Lothringen); sie gehört zum Arrondissement Commercy und zum Gemeindeverband Communauté de communes de Commercy-Void-Vaucouleurs.

## Geografie
Frémeréville-sous-les-Côtes liegt rund 40 Kilometer westnordwestlich von Nancy im Osten des Départements Meuse. Der Ort liegt im Westen des Regionalen Naturparks Lothringen. Der Süden der Gemeinden ist bewaldet (Maringue).
Nachbargemeinden sind Apremont-la-Forêt im Norden, Broussey-Raulecourt im Nordosten, Geville im Osten und Südosten, Vignot im Süden und Südwesten sowie Girauvoisin im Westen.

## Geschichte
Der Name der heutigen Gemeinde wurde bereits im Jahr 1106 unter dem Namen Framea–villa erstmals in einem Dokument erwähnt. Wie alle Orte der Gegend litt Frémeréville-sous-les-Côtes im Mittelalter unter Konflikten. Die schlimmsten Verwüstungen richteten der Hundertjährige Krieg und der Dreißigjährige Krieg an.  Im Mittelalter lag der Ort in der Barrois mouvant im Herzogtum Lothringen und gehörte zur Bailliage Saint-Mihiel. Von 1766 bis zur Französischen Revolution lag der Ort im Grand-gouvernement de Lorraine-et-Barrois. 
Frémeréville-sous-les-Côtes gehörte von 1793 bis 1801 zum District Commercy. Von 1793 bis 1801 war sie Teil des Kantons Vignot. Seit 1801 liegt sie im Kanton Commercy und ist dem Arrondissement Commercy zugeteilt. Bis 1924 hieß die Gemeinde Frémeréville ohne den heutigen Zusatz.

## Bevölkerungsentwicklung
Die Einwohnerentwicklung ist untypisch für eine französische Landgemeinde. Normal ist die Entwicklung zwischen 1793 und 1851 mit einem starken Wachstum. Ab 1876 begann in der Gemeinde die Landflucht. Wegen des Kriegsgeschehens sank die Bevölkerung zwischen 1911 und 1921 stark. Nach einem weiteren Bevölkerungsrückgang sank die Einwohnerzahl bis 1982 auf einen Tiefpunkt. Vom Höchststand 1841 bis 1982 betrug die Abnahme 77,6 Prozent. Seither hat sich die Bevölkerungszahl verdoppelt (1982–2016: +104,2 Prozent).
| Jahr                       | 1962 | 1968 | 1975 | 1982 | 1990 | 1999 | 2006 | 2011 | 2019 |
| Einwohner                  | 103  | 81   | 78   | 71   | 77   | 75   | 95   | 119  | 128  |
| Quellen: Cassini und INSEE |      |      |      |      |      |      |      |      |      |

## Sehenswürdigkeiten
- Kirche Saint-Étienne
- Denkmal für die Gefallenen[1]
- Waschhaus an der Kirche, erbaut 1830
- mehrere Wegkreuze (an der Rue Haute, an der D130 östlich des Dorfs und an der D958)

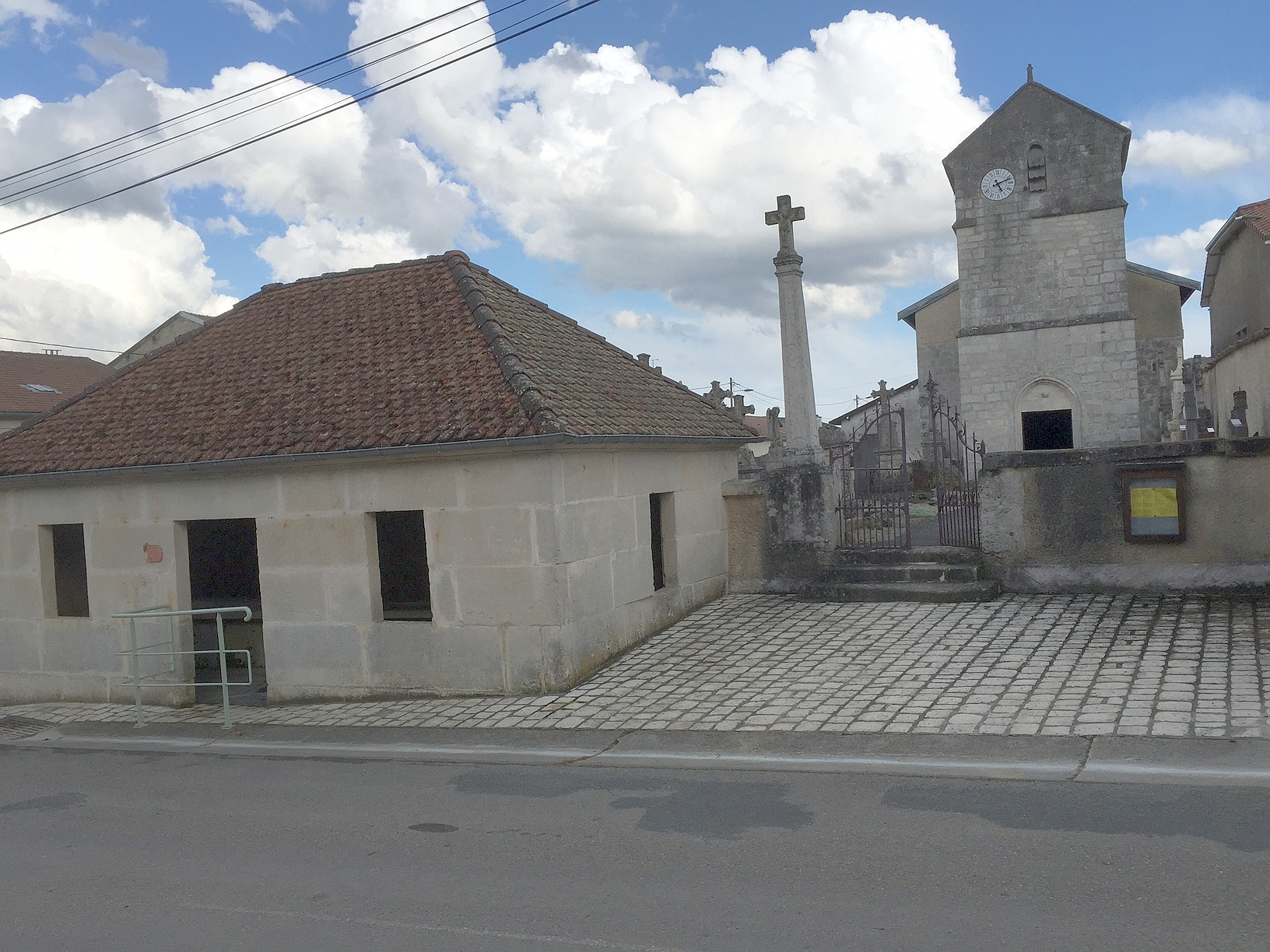
Kirche Saint-Étienne und Waschhaus
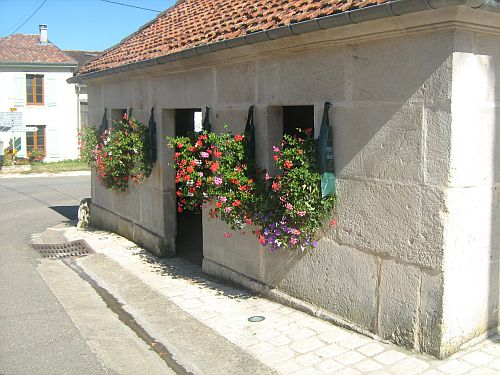
Waschhaus (Lavoir) an der Kirche
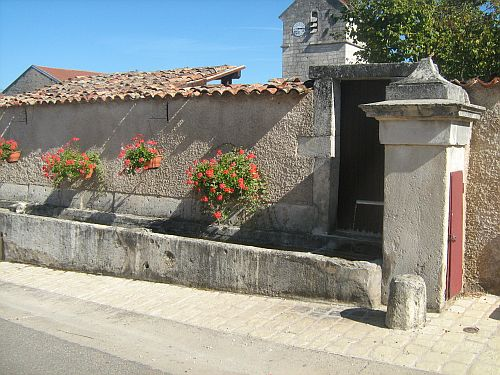
Brunnen
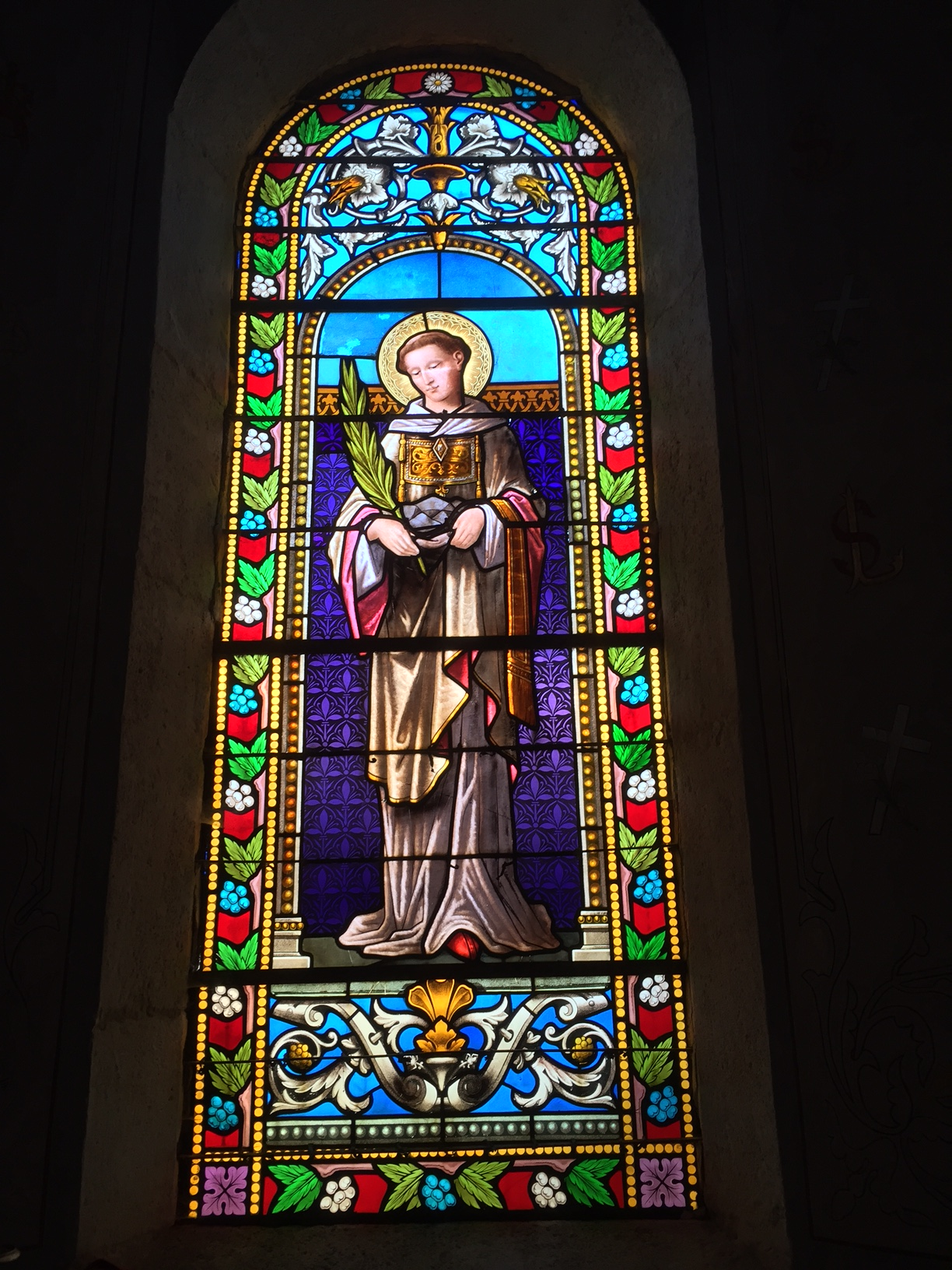
Fenster der Kirche Saint-Étienne

## Verkehr
Die Gemeinde befindet sich an der D130. Die westlich vorbeiführende D958 und die nur wenige Kilometer südlich verlaufende Route nationale 4 mit dem nächsten Anschluss in Void-Vacon sind die wichtigsten überregionalen Verkehrsverbindungen für die Gemeinde.
Nächstgelegener Bahnhof ist Commercy an der Bahnstrecke Paris–Straßburg in rund sechs Kilometer Entfernung. Im Norden der Gemeinde führt die Bahnstrecke Lérouville–Metz vorbei. Nächstgelegener Bahnhof an dieser Linie ist Lérouville. Alle weiteren Haltestellen zwischen Lérouville und Onville wurden aufgehoben.